# Paris-Kanellakis-Preis
Der Paris Kanellakis Preis (Paris Kanellakis Theory and Practice Award) ist ein Informatikpreis der Association for Computing Machinery (ACM) für theoretische Errungenschaften, die eine bedeutende Auswirkung in der Praxis des Rechnens haben. Er ist nach dem Informatiker Paris Kanellakis (1953 bis 1995) benannt, Professor für Informatik an der Brown University, der 1995 bei einem Flugzeugabsturz in Südamerika starb (American Airlines Flug 965), und von dessen Familie gestiftet. Der mit 5000 Dollar dotierte Preis wird seit 1996 verliehen.

## Preisträger
- 1996 Leonard Adleman, Whitfield Diffie, Martin Hellman, Ralph Merkle, Ronald L. Rivest, Adi Shamir (Public-Key-Kryptographie)
- 1997 Abraham Lempel, Jacob Ziv (Datenkompression)
- 1998 Randal Bryant, Edmund M. Clarke, Allen Emerson, Kenneth L. McMillan (Symbolisches Model Checking)
- 1999 Daniel Sleator, Robert Tarjan (Splay-Baum Datenstruktur)
- 2000 Narendra Karmarkar (Lineare Programmierung, Inneres Punkte Verfahren in Polynomialzeit mit dem Karmarkar-Algorithmus)
- 2001 Eugene Myers (Software und Algorithmen für Genomsequenzierung)
- 2002 Peter Franaszek (Constrained Channel Coding)
- 2003 Gary L. Miller, Michael O. Rabin, Robert M. Solovay, Volker Strassen (Primzahltests)
- 2004 Yoav Freund, Robert Schapire (AdaBoost Algorithmus im Maschinenlernen)
- 2005 Gerard Holzmann, Robert Kurshan, Moshe Y. Vardi, Pierre Wolper (Formale Verifikation reaktiver Systeme)
- 2006 Robert Brayton (Logiksynthese und Simulation elektronischer Systeme)
- 2007 Bruno Buchberger (Gröbnerbasis)
- 2008 Corinna Cortes, Wladimir Wapnik (Support Vector Machine)
- 2009 Mihir Bellare, Phillip Rogaway (für Praxisorientierte Beweisbare Sicherheit, Praxis-Oriented Provable-Security)
- 2010 Kurt Mehlhorn (Algorithmendesign, Leda Algorithmendatenbank, Library of Efficient Data types and Algorithms)
- 2011 Hanan Samet (mehrdimensionale Geodateninfrastruktur und -indizierung)
- 2012 Andrei Broder, Moses S. Charikar, Piotr Indyk (Locality-Sensitive Hashing)
- 2013 Robert D. Blumofe, Charles E. Leiserson (Protokolle für Parallel Computing)
- 2014 James Demmel (numerical linear algebra libraries, darunter LAPACK)
- 2015 Michael George Luby (Erasure correcting code)
- 2016 Amos Fiat, Moni Naor (broadcast encryption and traitor tracing systems)
- 2017 Scott Shenker (faire Warteschlangen in Paketvermittlungs-Netzwerken, Englisch: fair queueing in packet-switching networks)
- 2018 Pavel Pevzner (für Pionierbeiträge zu Theorie, Entwurf und Implementation von Algorithmen für die String-Rekonstruktion und ihre Anwendung auf den Aufbau von Genomen)
- 2019 Noga Alon, Phillip Gibbons, Yossi Matias, Mario Szegedy (für wegweisende Arbeit zur Grundlegung von Streaming-Algorithmen und ihre Anwendung auf Datenanalyse in großem Umfang)
- 2020 Yossi Azar, Andrei Broder, Anna Karlin, Michael Mitzenmacher, Eli Upfal (für die Entdeckung und Analyse von ausgewogenen Zuteilungen (balanced allocations, Balls-into-bins), bekannt als Zweierpotenz-Auswahl (power of two choices), und deren umfangreiche Anwendungen in der Praxis)
- 2021 Avrim Blum, Irit Dinur, Cynthia Dwork, Frank McSherry, Kobbi Nissim, Adam Davison Smith für ihre fundamentalen Beiträge zur Entwicklung der Differential Privacy.
- 2022 Michael Burrows, Paolo Ferragina, Giovanni Manzini for inventing the BW-transform and the FM-index that opened and influenced the field of Compressed Data Structures with fundamental impact on Data Compression and Computational Biology
- 2023 Guy E. Blelloch, Laxman Dhulipala, Julian Shun, for contributions to algorithm engineering, including the Ligra, GBBS, and Aspen frameworks which revolutionized large-scale graph processing on shared-memory machines
- 2024 Hugo Krawczyk, for pioneering and lasting contributions to the theoretical foundations of cryptographically secure communications, and to the protocols that form the security foundations of the Internet